# Vrye Weekblad

Vrye Weekblad (le week-end libre en afrikaans) était un hebdomadaire progressiste d'Afrique du Sud en langue afrikaans. Fondé en novembre 1988 par Max du Preez et des intellectuels Afrikaners opposés à l'apartheid, il a cessé de paraître le 28 mai 1993, à la suite de problèmes financiers et d'une condamnation pour diffamation envers le général Lothar Neethling, chef de la police sud-africaine. Le journal, dont la diffusion n'excédait guère les 15 000 exemplaires au début de sa parution, se voulait nationaliste et porteur d'idées libérales. Il a été l'un des soutiens les plus enthousiastes de la presse sud-africaine aux réformes constitutionnelles menées par le  président Frederik de Klerk.
Vrye Weekblad fut fondé par des journalistes progressistes sud-africains comme Max du Preez et Jacques Pauw, qui voulaient publier des articles plus offensifs et incisifs contre la politique du gouvernement dirigé par le parti national. Afin de retarder la parution de ce journal contestataire, le ministre de la justice Kobie Coetsee augmenta les droits d'enregistrements nécessaires à sa publication obligeant les éditeurs de Vrye Weekblad à d'abord distribuer illégalement ses premiers numéros dans la rue. 
En décembre 1988, Vrye Weekblad était déjà poursuivi pour diffamation par le président Pieter Botha. Durant l'année 1989, il est poursuivi à 7 reprises pour avoir mentionné les réunions d'organisations politiques interdites. 
En novembre 1989, le journal publie les confessions de Dirk Coetzee, un ancien commandant des « escadrons de la mort » sud-africain. L'article est repris non seulement par la presse internationale mais aussi par l'ensemble de la presse nationale d'Afrique du Sud. 
En mai 1990, il révèle les agissements et activités des services secrets du bureau de coopération civil (CCB), notamment l'organisation de la tentative d'assassinat de l'activiste anti-apartheid Albie Sachs à Maputo. Il révèle également par le détail l'organisation d'un complot pour assassiner le président Frederik de Klerk et Nelson Mandela. 
En 1991, les locaux du journal sont détruits pas un attentat à la bombe, organisé par le CCB.
En 1992, le journal est critiqué à son tour par le Congrès national africain qui conteste les articles mentionnant l'implication de ses chefs, notamment Patrick Lekota, dans des assassinats ou des tentatives d'assassinats politiques.
En 1993, le journal est condamné pour diffamation à payer 900 000 rands de dommages-intérêts au général Lothar Neethling, chef de la police sud-africaine. Dans l'incapacité de payer, il cesse de paraître le 28 mai avant de cesser définitivement ses activités en février 1994.